# Frank Baer

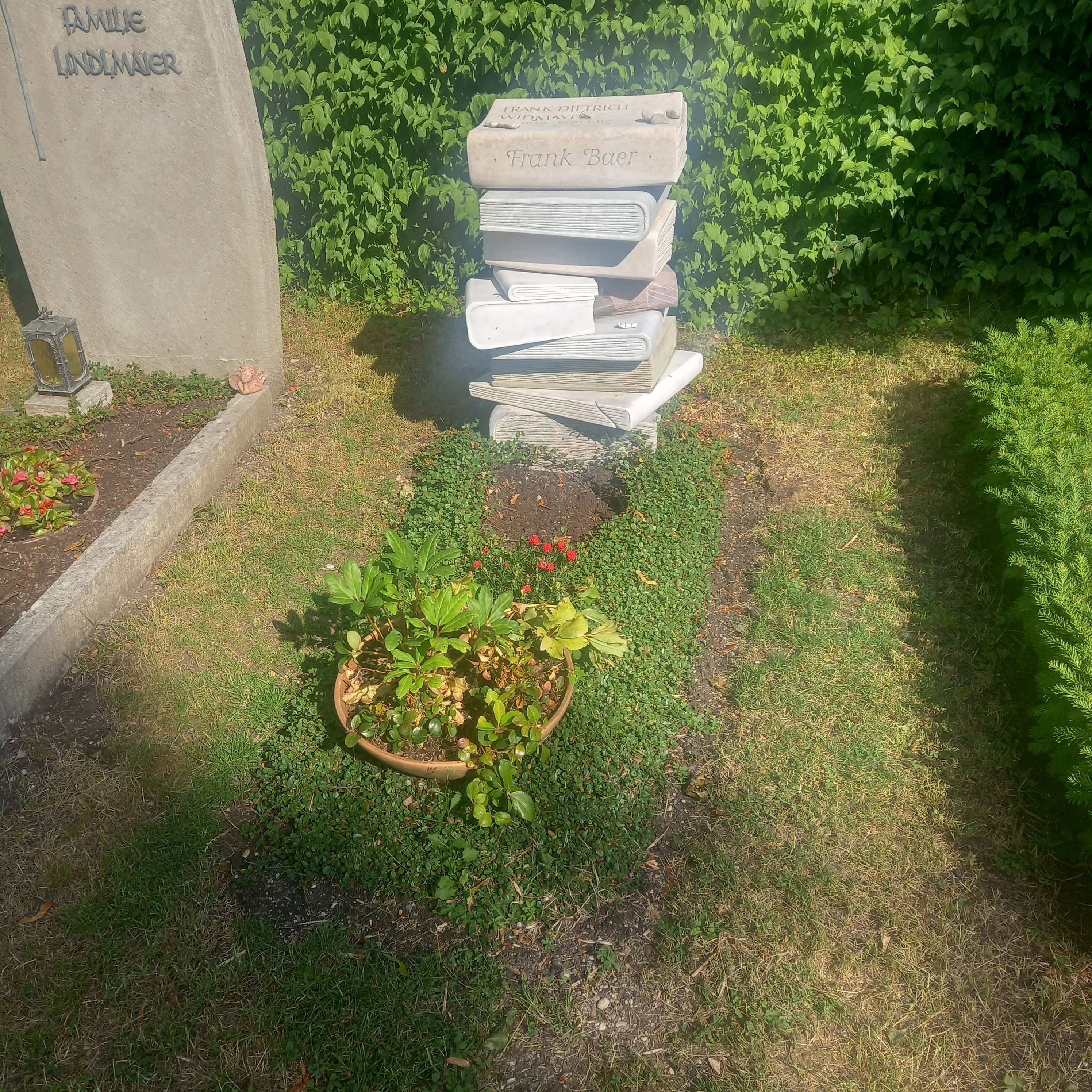
Tumba de Frank Baer en el cementerio de Nordfriedhof en Múnich

Frank Dietrich Widmayer, de nombre artístico, Frank Baer (Dresde, 30 de julio de 1938 - Múnich, 19 de octubre de 2019) fue un escritor y periodista alemán. Debe su fama al éxito de su novela histórica El puente de Alcántara, publicada en 1991 y que constituyó todo un éxito editorial.

## Biografía
Nacido en Dresde en 1938, Baer creció en la ciudad de Würzburg. Estudió historia y filosofía en Múnich y, tras un período de prácticas en un diario, comenzó a trabajar para diferentes departamentos de redacción de la Televisión Bávara. Consiguió su primer éxito con su primera novela Die Magermilchbande (1979), muy exitosa en su país, donde fue adaptada al cine. Su siguiente éxito, y el que le dio fama mundial, fue El puente de Alcántara. El puente de Alcántara es una novela histórica ambientada en la España del siglo XI y en su diversidad cultural, unánimemente elogiada por su rigor en la documentación y su habilidad para representar un grandioso fresco de la España medieval. Asimismo, ha publicado algunos libros infantiles.